# Natation synchronisée aux Jeux olympiques d'été de 2008
Navigation
Athènes 2004 Londres 2012
Les compétitions de natation synchronisée aux Jeux olympiques d'été de 2008 se déroulent du 9 et 24 août  au Centre national de natation à Pékin (République populaire de Chine).

## Épreuves
Deux épreuves de natation synchronisée sont au programme :
- Duo : 24 équipes
- Ballet : 8 équipes

## Calendrier
|  |  |  |  |  |  |  |  |  |  |  |  |  |  |  | 1 |  |  | 1 |  |

|  | Jour de compétition |  | Jour de finale |

## Qualifications
| Compétition                         | Date                 | Lieu           | Nombre de places | Qualifiés            |
| ----------------------------------- | -------------------- | -------------- | ---------------- | -------------------- |
| Pays organisateur                   | -                    | -              | 1                | Chine*               |
| Coupe d'Europe                      | 30 mai - 2 juin 2007 | Rome           | 1                | Russie               |
| Jeux Panaméricains                  | 13-29 juillet 2007   | Rio de Janeiro | 1                | États-Unis           |
| Championnats d'Afrique              | 4-5 décembre 2007    | Le Caire       | 1                | Égypte               |
| Swiss Open (Qualifications Océanie) | 19-22 juillet 2007   | Zurich         | 1                | Australie            |
| Tournoi de qualification olympique  | 16-20 avril 2008     | Pékin          | 3                | Espagne Japon Canada |
| TOTAL                               |                      |                | 8                |                      |

24 équipes de duos seront qualifiées selon les critères suivants :
- 8 duos issus des qualifications par équipe (ballet)
- 16 duos issus du tournoi de qualification olympique (au moins une équipe par continent)

* La Chine participe en tant que représentant du continent asiatique

## Résultats

### Duo
| Classement | Nom                                                 | Pts        |
| ---------- | --------------------------------------------------- | ---------- |
| Or         | Russie Anastasia Davydova Anastasia Ermakova        | 49.917     |
| Argent     | Espagne Andrea Fuentes Gemma Mengual                | 49.500     |
| Bronze     | Japon Saho Harada Emiko Suzuki                      | 48.917     |
| 4          | Chine Jiang Tingting Jiang Wenwen                   | 48.250     |
| 5          | États-Unis Christina Jones Andrea Nott              | 47.750     |
| 6          | Canada Marie-Pier Boudreau Gagnon Isabelle Rampling | 47.667     |
| 7          | Italie Beatrice Adelizzi Giulia Lapi                | 46.917     |
| 8          | Ukraine Daria Iushko Ksenia Sydorenko               | 46.584     |
| 11         | France Apolline Dreyfuss Lila Meesseman-Bakir       | Bonne note |

### Ballet
| Classement | Athlètes | Pts    |
| ---------- | --- | ------ |
| Or         | Russie Anastasia Davydova Anastasia Ermakova Maria Gromova Natalia Ishchenko Elvira Khasyanova Olga Kuzhela Svetlana Romashina Anna Shorina Ielena Ovtchinnikova | 99.500 |
| Argent     | Espagne Alba María Cabello Raquel Corral Andrea Fuentes Thais Henríquez Laura Lopez Gemma Mengual Irina Rodriguez Paola Tirados Gisela Moron                     | 98.251 |
| Bronze     | Chine Gu Beibei Jiang Tingting Jiang Wenwen Liu Ou Luo Xi Sun Qiuting Wang Na Zhang Xiaohuan Huang Xuechen                                                       | 97.334 |
| 4          | Canada Marie-Pier Boudreau Gagnon Jessika Dubuc Marie-Pierre Gagne Dominika Kopcik Eve Lamoureux Tracy Little Elise Marcotte Jennifer Song Isabelle Rampling     | 95.668 |
| 5          | États-Unis Brooke Abel Janet Culp Kate Hooven Christina Jones Andrea Nott Annabelle Orme Jillian Penner Kim Probst Kim Becky                                     | 95.334 |
| -          | Japon Ai Aoki Saho Harada Naoko Kawashima Hiromi Kobayashi Erika Komura Ayako Matsumura Emiko Suzuki Masako Tachibana Yumiko Ishiguro                            | 95.334 |
| 7          | Australie Eloise Amberger Coral Bentley Sarah Bombell Myriam Glez Erika Leal-Ramirez Tarren Otte Samantha Reid Bethany Walsh Tamika Domrow                       | 82.167 |
| 8          | Égypte Reem Abdalazem Aziza Abdelfattah Hagar Badran Dalia El Gebaly Shaza El Sayed Youmna Khallaf Mai Mohamed Nouran Saleh Lamyaa Badawi                        | 80.833 |

## Tableau des médailles définitif
| Rang | Nation  | Or | Argent | Bronze | Total |
| ---- | ------- | -- | ------ | ------ | ----- |
| 1    | Russie  | 2  | 0      | 0      | 2     |
| 2    | Espagne | 0  | 2      | 0      | 2     |
| 3    | Chine   | 0  | 0      | 1      | 1     |
| -    | Japon   | 0  | 0      | 1      | 1     |